# Steven J. Sasson

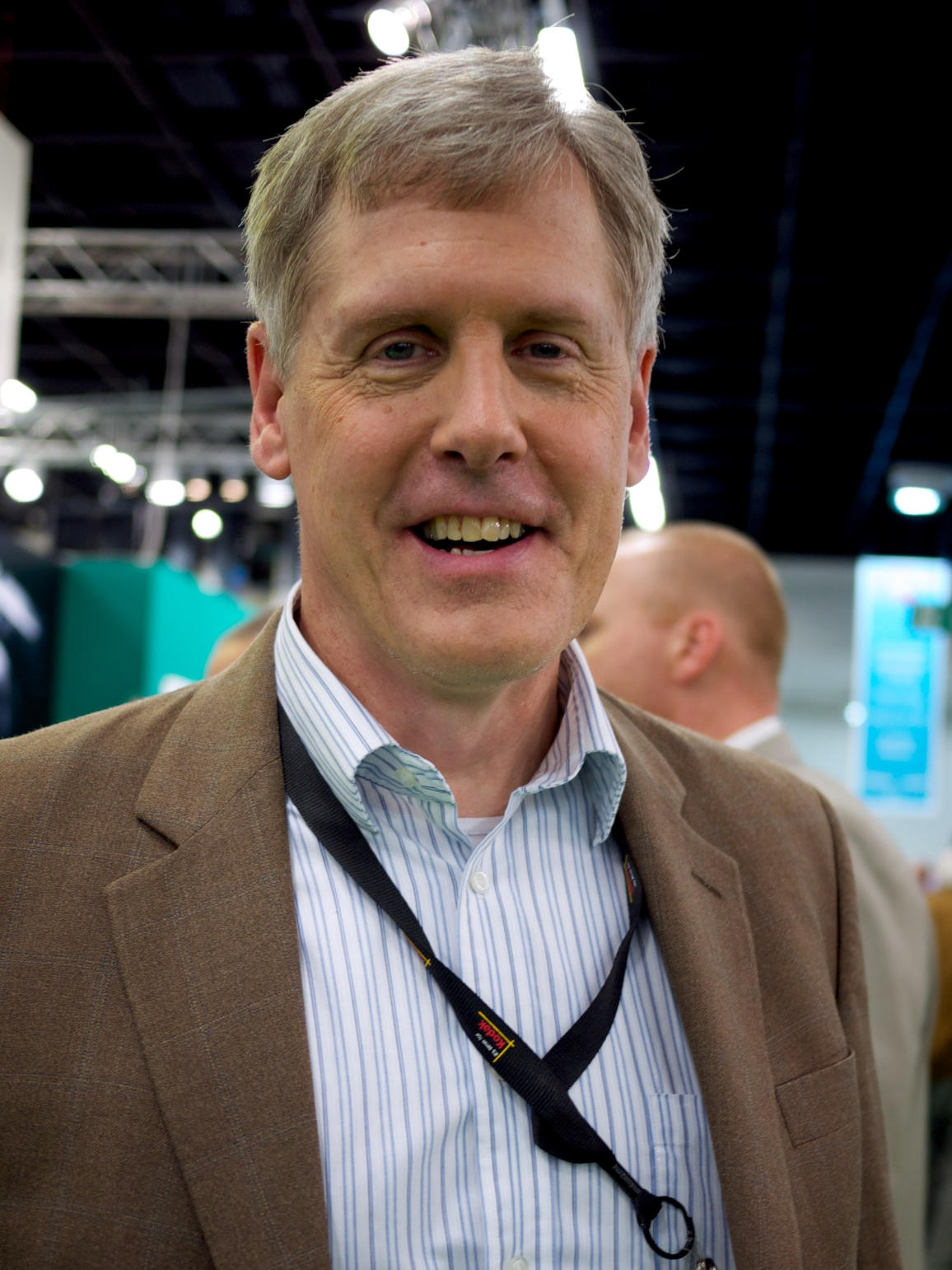
Steven J. Sasson auf der photokina 2010

Steven J. Sasson (* 4. Juli 1950 in Brooklyn) ist ein US-amerikanischer Ingenieur, der 1975 bei Kodak die erste Digitalkamera konstruierte.
Sasson studierte Elektrotechnik am Rensselaer Polytechnic Institute mit dem Bachelor-Abschluss 1972 und dem Master-Abschluss 1973. Danach war er bei Eastman Kodak, wo ihm Gareth A. Lloyd den Auftrag gab, eine Kamera mit CCD-Sensor zu bauen. Sie wog 3,6 kg, war tragbar und hatte nur 10.000 Pixel (entsprechend einem CCD-Chip von Fairchild). Das Bild war Schwarz/Weiß und wurde auf einer Kassette gespeichert und auf einem Fernseher dargestellt.
Sasson erhielt am 26. Dezember 1978 das U.S. Patent 4,131,919 zugeteilt.
2008 bekam er den Kulturpreis der Deutschen Gesellschaft für Photographie. 2009 erhielt er die National Medal of Technology and Innovation und er wurde in die National Inventors Hall of Fame aufgenommen. Für 2016 wurde ihm der IEEE Masaru Ibuka Consumer Electronics Award zugesprochen.